# Parafishonia
Parafishonia är ett släkte av skalbaggar. Parafishonia ingår i familjen vivlar.
Kladogram enligt Catalogue of Life:
| Parafishonia | \| \| Parafishonia setulosa \| \| \| \| |
|              | \| \| Parafishonia setulosa \| \| \| \| |
|              | Parafishonia setulosa                   |
|              |                                         |